# Cheirogaleus shethi
Cheirogaleus shethi (лат.) — вид крысиных лемуров. Эндемик Мадагаскара, встречается на севере острова. Является самым маленьким крысиным лемуром, известным науке; взрослые особи весят около 115 г.
Впервые идентифицирован в 2014 году, но формально описан как вид в 2016 году. Принадлежит к группе толстохвостых лемуров (Cheirogaleus medius Group). Лемуры этого вида обнаружены на территории двух заповедников (Анкарана и Аналамерана) и двух охраняемых территорий (Andrafiamena-Andavakoera и Loky-Manambato). Красная книга МСОП присвоила виду охранный статус «Вымирающий». Ему угрожают производство энергии и добыча полезных ископаемых, охота, деградация среды обитания и подсечно-огневое земледелие.